# Deutsche Ringermeisterschaften 1925
Die 17. Deutschen Ringermeisterschaften wurden 1925 in Stuttgart ausgetragen. 

## Ergebnisse

### Fliegengewicht
| Platz | Sportler         | Stadt/Verein               |
| ----- | ---------------- | -------------------------- |
| 1     | Georg Gerstacker | ASC Sandow Nürnberg        |
| 2     | Hermann Schatz   | Korb                       |
| 3     | Kurt Leucht      | SC Maxvorstadt Nürnberg 04 |

### Bantamgewicht
| Platz | Sportler     | Stadt/Verein  |
| ----- | ------------ | ------------- |
| 1     | Paul Reiber  | TSV Musberg   |
| 2     | Johann Ohl   | Großzimmern   |
| 3     | Georg Zehmer | Bad Kreuznach |

### Federgewicht
| Platz | Sportler      | Stadt/Verein       |
| ----- | ------------- | ------------------ |
| 1     | Ernst Steinig | ASV Heros Dortmund |
| 2     | Arthur Zirkel | Pirmasens          |
| 3     | Bröschel      | Mülheim am Rhein   |

### Leichtgewicht
| Platz | Sportler              | Stadt/Verein      |
| ----- | --------------------- | ----------------- |
| 1     | Lajos Keresztes (HUN) | ASV Bad Kreuznach |
| 2     | Fritz Leibinger       | Mülheim am Rhein  |
| 3     | Gustav Fimpel         | Hornberg          |

### Mittelgewicht
| Platz | Sportler        | Stadt/Verein     |
| ----- | --------------- | ---------------- |
| 1     | Fritz Bräun     | ASV Kreuznach    |
| 2     | Fritz Schürmann | Mülheim am Rhein |
| 3     | Julius Maier    | Cannstatt        |

### Halbschwergewicht
| Platz | Sportler           | Stadt/Verein               |
| ----- | ------------------ | -------------------------- |
| 1     | Hans Pöhlmann      | SC Maxvorstadt Nürnberg 04 |
| 2     | Hermann Bippus     | Tuttlingen                 |
| 3     | Wilhelm Holzmüller | Weingarten                 |

### Schwergewicht
| Platz | Sportler      | Stadt/Verein               |
| ----- | ------------- | -------------------------- |
| 1     | Georg Gehring | SV Siegfried Ludwigshafen  |
| 2     | Karl Döppel   | SC Maxvorstadt Nürnberg 04 |
| 3     | Willi Müller  | Köln                       |

## Deutsche Mannschaftsmeister 1925
Zum vierten Mal wurde eine Mannschaftsmeisterschaft in Deutschland ausgetragen. Die Mannschaft des AVS Kreuznach setzte sich im Finale gegen die SpVgg Berlin-Ost, dem Meister von 1922 und 1923 mit folgender Besetzung durch: Marx, Heinrich Zehmer, József Tasnádi, Hermann Baruch, Lajos Keresztes, Fritz Bräun und Julius Baruch.